# Perriers-la-Campagne
Pour les articles homonymes, voir Perriers.
Perriers-la-Campagne est une ancienne commune française située dans le département de l'Eure en région Normandie.

## Géographie
Perriers-la-Campagne est une commune située sur le plateau du Neubourg.

## Toponymie
Le nom de la localité est attesté sous les formes Perer en 1206 , Périers en 1801.

## Politique et administration
| Période                                  | Période  | Identité       | Étiquette | Qualité            |
| ---------------------------------------- | -------- | -------------- | --------- | ------------------ |
| mars 2001                                | 2014     | Jackie Desrues | PS        | Conseiller général |
| mars 2014                                | En cours | Claude Weber   | DVD       | Contremaître       |
| Les données manquantes sont à compléter. |          |                |           |                    |

## Démographie
L'évolution du nombre d'habitants est connue à travers les recensements de la population effectués dans la commune depuis 1793. À partir du 1er janvier 2009, les populations légales des communes sont publiées annuellement dans le cadre d'un recensement qui repose désormais sur une collecte d'information annuelle, concernant successivement tous les territoires communaux au cours d'une période de cinq ans. 
Pour les communes de moins de 10 000 habitants, une enquête de recensement portant sur toute la population est réalisée tous les cinq ans, les populations légales des années intermédiaires étant quant à elles estimées par interpolation ou extrapolation. Pour la commune, le premier recensement exhaustif entrant dans le cadre du nouveau dispositif a été réalisé en 2004,.
En 2014, la commune comptait 404 habitants, en évolution de +9,78 % par rapport à 2009 (Eure : +2,66 %, France hors Mayotte : +2,49 %).
| 1793 | 1800 | 1806 | 1821 | 1831 | 1836 | 1841 | 1846 | 1851 |
| ---- | ---- | ---- | ---- | ---- | ---- | ---- | ---- | ---- |
| 415  | 403  | 490  | 425  | 403  | 376  | 376  | 353  | 318  |

| 1856 | 1861 | 1866 | 1872 | 1876 | 1881 | 1886 | 1891 | 1896 |
| ---- | ---- | ---- | ---- | ---- | ---- | ---- | ---- | ---- |
| 312  | 293  | 306  | 289  | 265  | 255  | 249  | 228  | 243  |

| 1901 | 1906 | 1911 | 1921 | 1926 | 1931 | 1936 | 1946 | 1954 |
| ---- | ---- | ---- | ---- | ---- | ---- | ---- | ---- | ---- |
| 257  | 249  | 208  | 178  | 177  | 169  | 179  | 203  | 190  |

| 1962 | 1968 | 1975 | 1982 | 1990 | 1999 | 2004 | 2009 | 2014 |
| ---- | ---- | ---- | ---- | ---- | ---- | ---- | ---- | ---- |
| 191  | 185  | 224  | 251  | 308  | 356  | 338  | 368  | 404  |

## Culture locale et patrimoine

### Lieux et monuments
Perriers-la-Campagne compte deux édifices inscrits à l'inventaire général du patrimoine culturel :
- L'église Saint-Mellain, Saint-Maclou (XIIe, XVe, XVIIe et XIXe)[6] ;
- Un manoir du XVIIIe siècle détruit en 1944[7]. Toutefois, il subsiste un portail du XVIIIe siècle.

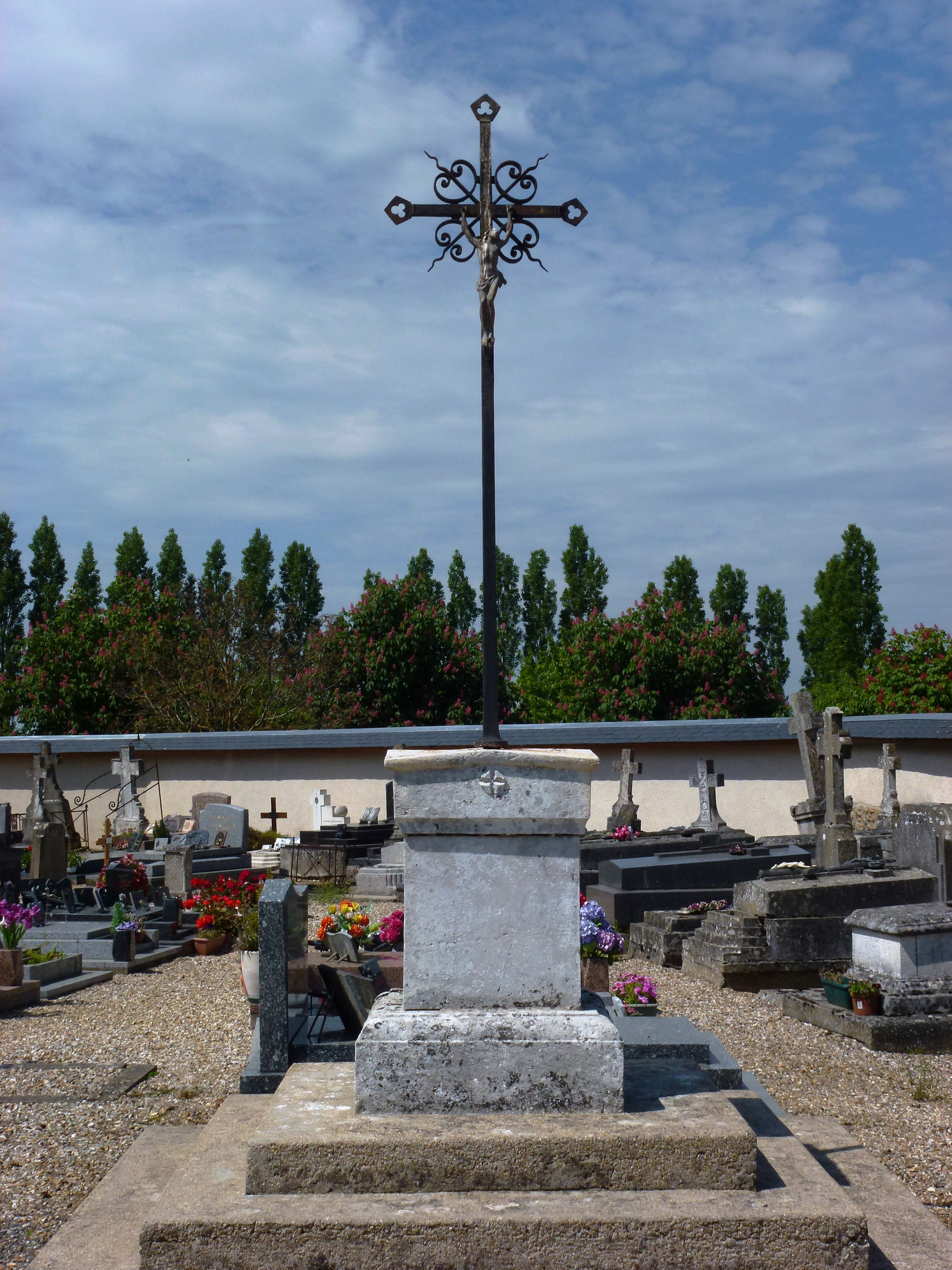
croix de cimetière
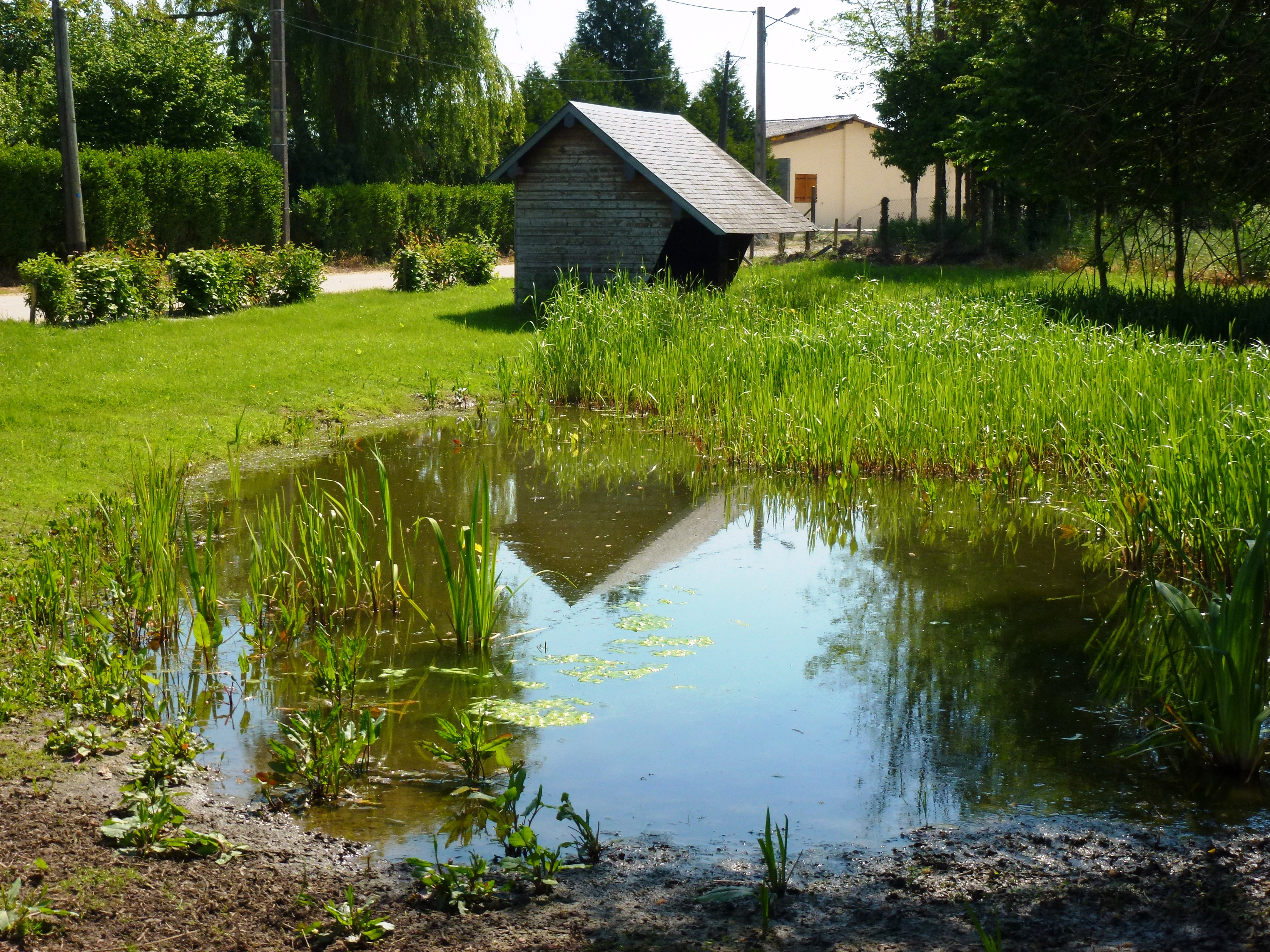
lavoir et mare

### Patrimoine naturel

#### ZNIEFF de type 2
- La vallée de la Risle de la Ferrière-sur-Risle à Brionne, la forêt de Beaumont, la basse vallée de la Charentonne[8].

### Personnalités liées à la commune
Le prince Naruhisa Kitashirakawa y trouve la mort dans un accident automobile le 1er avril 1923. Une stèle en sa mémoire est érigé sur le lieu de l'accident. Cette stèle est percutée dans un autre accident mortel le 23 juillet 2015.

### Héraldique
| Blason de Perriers-la-Campagne | Blason  | Parti: au 1er coupé au I tranché de gueules et d'azur à deux léopards d'or rangés en barre, au II d'argent au poirier de sinople, au 2e burelé d'argent et de sable. |
| Blason de Perriers-la-Campagne | Détails | Les deux léopards d'or rappellent les armes de la Normandie. Création Christian Juin. Adopté le 14 juin 2012.                                                        |